# Наджафкули
Наджафкули́ (азерб. Nəcəfqulu; псевдоним; настоящие фамилия и имя Исма́илов Наджафкули́ Абдулраги́м оглы́; азерб. İsmayılov Nəcəfqulu Əbdülrəhim oğlu); 15 марта 1923, Баку — 25 марта 1990, Баку) — азербайджанский советский художник-график, главный художник журнала «Кирпи», Заслуженный деятель искусств Азербайджанской ССР (1963).

## Биография
Наджафкули Исмаилов родился 15 марта 1923 года в Баку. В 1936 году поступил в Азербайджанский государственный художественный техникум, который окончил в 1940 году.
Являлся автором картин на бытовую («Художник-реалист», 1963), историческую тему («Казнь Насими», 1958), а также портретов известных личностей («Фатали-хан Кубинский», 1947; «Мать», «Самед Вургун», 1967; «Архитектор М. Усейнов», 1973, «У. Гаджибеков», 1975).
Наджафкули работал и в области графики. С 1952 по 1979 год он рисовал юмористические рисунки и карикатуры для журнала «Кирпи». Известны его плакаты и книжные иллюстрации. (Рассказы Дж. Мамедкулизаде, 1946; Юбилейное издание «Хопхопнаме» М. А. Сабира, 1962).
С 1977 по 1982 год создал медные барельефы Физули, Мирза Алекпера Сабира, Узеира Гаджибекова и др.
Произведения Наджафкули демонстрировались на выставках, посвящённых советскому искусству, в ГДР, Канаде, Ливане и пр. странах.